# Tom Daley
Thomas Robert Daley (conocido como Tom Daley; Plymouth, 21 de mayo de 1994) es un deportista británico que compitió en saltos de plataforma; campeón olímpico en Tokio 2020, cuatro veces campeón mundial y cinco veces campeón europeo. Es una reconocida figura mediática.

## Trayectoria
Participó en cinco Juegos Olímpicos de Verano, entre los años 2008 y 2024, obteniendo en total cinco medallas, bronce en Londres 2012, en la prueba individual, bronce en Río de Janeiro 2016, en la prueba sincronizada (junto con Daniel Goodfellow), dos en Tokio 2020, oro en sincronizada (con Matthew Lee) y bronce individual, y una de plata en París 2024 en la prueba sincronizada.
Ganó ocho medallas en el Campeonato Mundial de Natación entre los años 2009 y 2024, y ocho medallas en el Campeonato Europeo de Natación entre los años 2008 y 2021.
Consiguió cuatro medallas en el Gran Prix de Saltos (un oro, dos platas y un bronce), cuatro medallas en la Copa del Mundo (dos oros y dos bronces) y 52 podios en las Diving World Series.
Fue el abanderado del Reino Unido en la ceremonia de apertura de los Juegos Olímpicos de París 2024 junto con la remera Helen Glover. Después de participar en estos Juegos, se retiró de la competición.
En 2022 fue nombrado oficial de la Orden del Imperio Británico (OBE). Fue nombrado «Saltador masculino del año» por la LEN en cuatro ocasiones (2009, 2015, 2017 y 2021), y en 2015 fue nombrado «Deportista del año» por British Swimming.
Es un popular youtuber, influencer y activista en favor de los derechos LGBT. Ha participado en algunas series de internet y televisión. En 2013 fue el instructor de saltos en el concurso británico de televisión Splash! En 2017 actuó en el telefilme estadounidense Sharknado 5: Global Swarming. En 2023 participó en el concurso de televisión de la BBC The Great Celebrity Bake Off.
Daley dio a conocer su homosexualidad en 2013. Está casado con el productor de cine Dustin Lance Black.

## Palmarés internacional
| Juegos Olímpicos   | Juegos Olímpicos         | Juegos Olímpicos  | Juegos Olímpicos             |
| Año                | Lugar                    | Medalla           | Prueba                       |
| ------------------ | ------------------------ | ----------------- | ---------------------------- |
| 2012               | Londres (Reino Unido)    | Medalla de bronce | Plataforma 10 m              |
| 2016               | Río de Janeiro (Brasil)  | Medalla de bronce | Plataforma 10 m sincro       |
| 2020               | Tokio (Japón)            | Medalla de oro    | Plataforma 10 m sincro       |
| 2020               | Tokio (Japón)            | Medalla de bronce | Plataforma 10 m              |
| 2024               | París (Francia)          | Medalla de plata  | Plataforma 10 m sincro       |
| Campeonato Mundial |                          |                   |                              |
| Año                | Lugar                    | Medalla           | Prueba                       |
| 2009               | Roma (Italia)            | Medalla de oro    | Plataforma 10 m              |
| 2015               | Kazán (Rusia)            | Medalla de oro    | Equipo mixto                 |
| 2015               | Kazán (Rusia)            | Medalla de bronce | Plataforma 10 m              |
| 2017               | Budapest (Hungría)       | Medalla de oro    | Plataforma 10 m sincro       |
| 2017               | Budapest (Hungría)       | Medalla de plata  | Plataforma 10 m sincro mixto |
| 2019               | Gwangju (Corea del Sur)  | Medalla de bronce | Plataforma 10 m sincro       |
| 2024               | Doha (Catar)             | Medalla de oro    | Equipo mixto                 |
| 2024               | Doha (Catar)             | Medalla de plata  | Plataforma 10 m sincro       |
| Campeonato Europeo |                          |                   |                              |
| Año                | Lugar                    | Medalla           | Prueba                       |
| 2008               | Eindhoven (Países Bajos) | Medalla de oro    | Plataforma 10 m              |
| 2012               | Eindhoven (Países Bajos) | Medalla de oro    | Plataforma 10 m              |
| 2014               | Berlín (Alemania)        | Medalla de plata  | Plataforma 10 m              |
| 2016               | Londres (Reino Unido)    | Medalla de oro    | Plataforma 10 m              |
| 2016               | Londres (Reino Unido)    | Medalla de oro    | Trampolín 3 m sincro mixto   |
| 2016               | Londres (Reino Unido)    | Medalla de plata  | Plataforma 10 m sincro       |
| 2021               | Budapest (Hungría)       | Medalla de oro    | Plataforma 10 m sincro       |
| 2021               | Budapest (Hungría)       | Medalla de plata  | Plataforma 10 m              |